# 尚帕涅 (汝拉省)
尚帕涅（法語：Champagney，法語發音：[ʃɑ̃paɲɛ]）是法国汝拉省的一个市镇，位于该省北部，属于多勒区。

## 地理
尚帕涅（47°15'36"N, 5°30'55"E）面积15.58 平方千米，位于法国勃艮第-弗朗什-孔泰大區汝拉省，该省份为法国东部内陆省份，北起上索恩省，西北接科多尔省，西临索恩-卢瓦尔省，南至安省，东与杜省和瑞士接壤。
与尚帕涅接壤的市镇（或旧市镇、城区）包括：克莱里、奥尼翁河畔佩里尼、纳塞河畔苏瓦松、维耶尔韦日、达马尔坦-马尔潘、蒙米雷堡、米蒂涅、潘特尔。

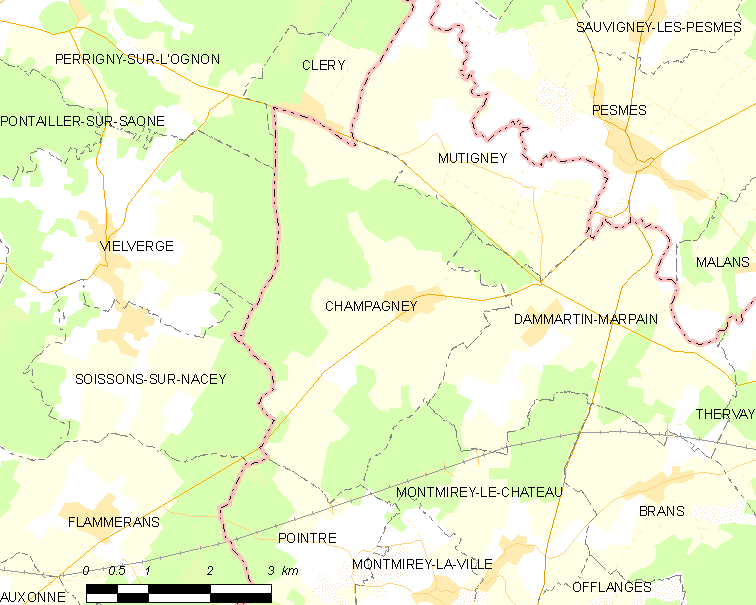
的OSM定位图

尚帕涅的时区为UTC+01:00、UTC+02:00（夏令时）。

## 行政
尚帕涅的邮政编码为39290，INSEE市镇编码为39096。

## 政治
尚帕涅所属的省级选区为欧蒂姆县。

## 人口

1962-2008年间人口变化图示

尚帕涅于2022年1月1日时的人口数量为460人。